# 자타나

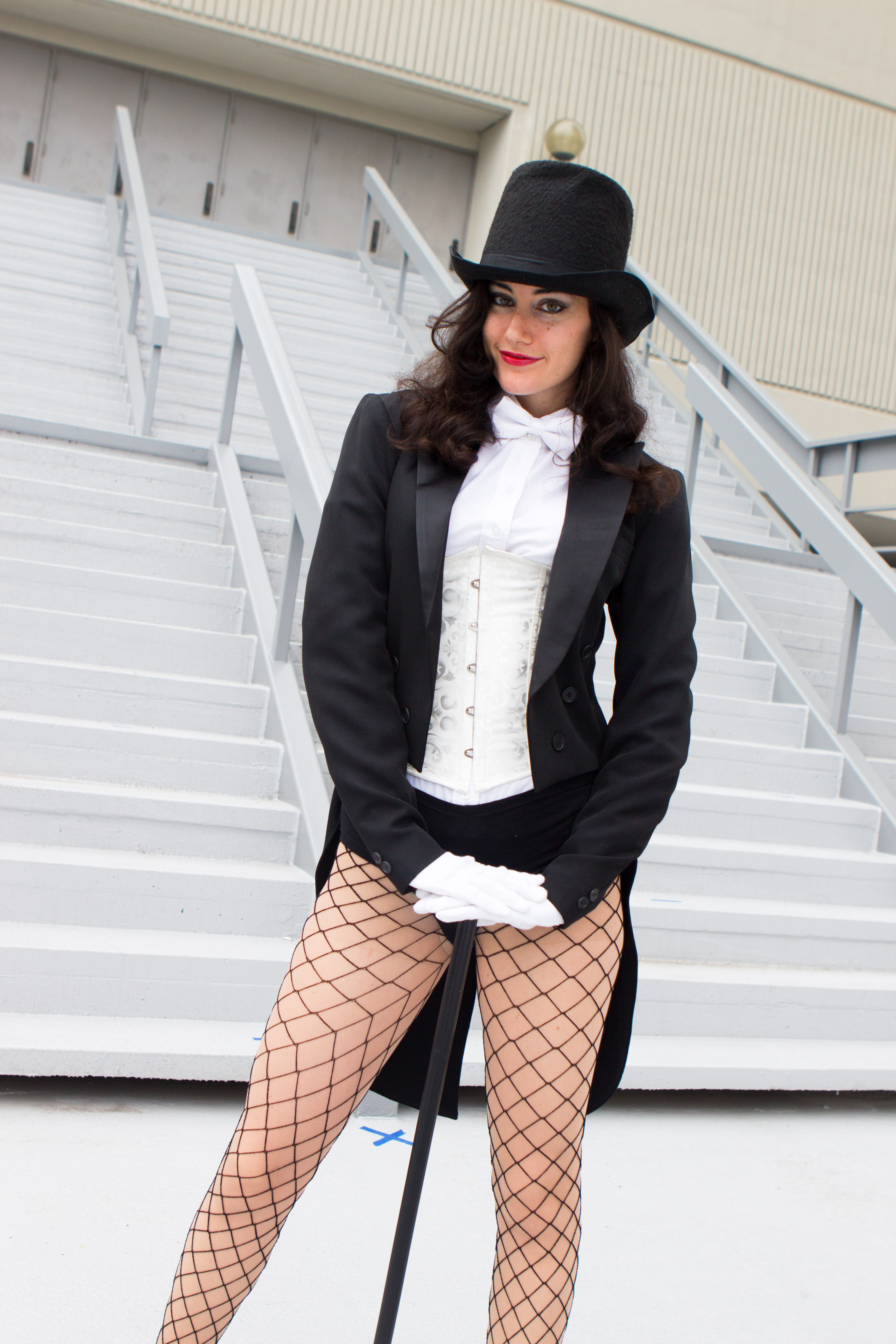

자타나 자타라(Zatanna Zatara, /zəˈtænə zəˈtɑːrə/ ) 미국 만화 출판사 DC 코믹스의 가상의 슈퍼히어로이다. 가드너 폭스와 머피 앤더슨이 자타나를 만들었고 《호크맨》 #4(1964년 11월)에 처음 등장했다.
자타나는 아버지와 같은 무대 위의 마술사이자 진짜 마법사이다. 그녀는 아버지의 여러 마법 능력을 가지고 있으며, 주로 거꾸로 주문을 말하면서 구사된다. 자타나는 저스티스 리그와 저스티스 리그 다크의 일원이다.
자타나는 여배우 서린다 스완이 연기하여 《스몰빌》의 마지막 세 시즌에서 회상 인물로 첫 실사화 작품에 출연했다.